# Liste der Wappen in der Metropolitanstadt Palermo
Die Liste der Wappen in der Metropolitanstadt Palermo zeigt die Wappen der 82 Gemeinden in der Metropolitanstadt Palermo der autonomen Region Sizilien der Republik Italien. In dieser Liste sind die Wappen jeweils mit einem Link auf die Gemeinde angezeigt.

## Wappen der Metropolitanstadt Palermo

Provinz Palermo
Lage in Italien

## Wappen der Gemeinden der Metropolitanstadt Palermo

Alia
Alimena
Aliminusa
Altavilla Milicia
Altofonte
Bagheria
Balestrate
Baucina
Belmonte Mezzagno
Bisacquino
Blufi
Bolognetta
Bompietro
Borgetto
Caccamo
Caltavuturo
Campofelice di Fitalia
Campofelice di Roccella
Campofiorito
Camporeale
Capaci
Carini
Castelbuono
Casteldaccia
Castellana Sicula
Castronovo di Sicilia
Cefalà Diana
Cefalù
Cerda
Chiusa Sclafani
Ciminna
Cinisi
Collesano
Contessa Entellina
Corleone
Ficarazzi
Gangi
Geraci Siculo
Giardinello
Giuliana
Godrano
Gratteri
Isnello
Isola delle Femmine
Lascari
Lercara Friddi
Marineo
Mezzojuso
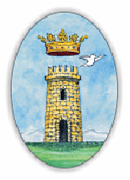
Misilmeri
Monreale
Montelepre
Montemaggiore Belsito
Palazzo Adriano
Palermo
Partinico
Petralia Soprana
Petralia Sottana
Piana degli Albanesi
Polizzi Generosa
Pollina
Prizzi
Roccamena
Roccapalumba
San Cipirello
San Giuseppe Jato
San Mauro Castelverde
Santa Cristina Gela
Santa Flavia
Sciara
Scillato
Sclafani Bagni
Termini Imerese
Terrasini
Torretta
Trabia
Trappeto
Ustica
Valledolmo
Ventimiglia di Sicilia
Vicari
Villafrati